# Énergie au Niger
Le secteur de l'énergie au Niger revêt une importance internationale de par la présence de mines d'uranium.

## Secteur nucléaire amont
Le Niger possède des réserves minières d'uranium dans le Massif de l'Aïr, où l'exploitation a commencé en 1968. 

## Électrification
Selon la Banque Mondiale, environ 19% de la population a accès à l'électricité en 2020. Ce taux est très faible, mais il a augmenté de façon rapide et régulière (6,5% en 2000).